# Nicholas Hare
Sir Nicholas Hare, né au plus tard en 1495 et mort à Londres le 31 octobre 1557, est un homme politique et juge anglais.

## Biographie
Il étudie au Caius College de l'université de Cambridge puis est admis comme avocat au Inner Temple à Londres. Conseiller juridique pour le cardinal Thomas Wolsey dans les années 1520, il est élu député de Downton à la Chambre des communes du Parlement d'Angleterre en 1529. Il est probablement réélu pour le parlement qui suit, en 1536, pour une circonscription inconnue, et siège également pour une circonscription incertaine au parlement de 1539. Juge de paix pour plusieurs comtés à partir de 1531, il est juge (recorder) à Norwich de 1536 à 1540. De 1537 à 1540 il est par ailleurs juge à la Cour des Requêtes, fonction qu'il occupe à nouveau de 1545 à 1553. Il est fait chevalier en mai 1539, à la suite de son élection comme président de la Chambre des communes. De 1540 à 1545 il est juge dans le Cheshire.
Il est député de Lancaster au parlement de 1545 et de Taunton à celui de 1547. Il prend la parole pour arguer contre la loi de Trahison de 1547. Les archives étant incomplètes, nous ne savons pas s'il est élu au parlement suivant, celui de mars 1553. En août de cette même année, il est fait membre du Conseil privé de la reine Marie Ire, dont il demeurera membre jusqu'à sa mort quatre ans plus tard, bien qu'il n'y participe que de manière épisodique. En septembre, il devient Master of the Rolls, le juge qui préside la section civile de la Cour d'appel. À ce titre, la reine le convoque aux sessions de la Chambre des lords, et il devient par ailleurs l'un de ses plus proches conseillers. En février 1554 il est l'un des juges au procès de Sir Nicholas Throckmorton, suspecté de complicité dans la rébellion de Wyatt mais acquitté par le jury. 
Il meurt en octobre 1557, et lègue l'essentiel de ses biens à son épouse Catherine, qui décède toutefois un mois après lui. Il est inhumé à l'église du Temple à Londres.